# 中国民航機ハイジャック事件
中国民航機ハイジャック事件（ちゅうごくみんこうきハイジャックじけん）とは1989年（平成元年）12月16日に発生した中華人民共和国の民間航空機に対するハイジャック事件である。ハイジャック実行者の身柄引き渡しについて日中間の国際問題（人権問題）になった事件である他、外国でハイジャックされた旅客機が初めて日本の空港に着陸した事件である。
なお、当時、日本のマスコミ報道や支援者が用いた語である「中国民航」のタイトルを便宜上用いているが、事件発生時には中国民航は既に機構分割され、個別の航空会社になっていた。中国語では簡: 中国国际航空981号班机劫机事件とも言う。

## 経過

### ハイジャック発生
1989年（平成元年）12月16日、北京発上海・サンフランシスコ経由ニューヨーク行きの中国国際航空公司CA981便（ボーイング747、機体記号B-2448・乗員23名、乗客200名）は北京を10時00分（CST）に離陸した。上海に向かう途中、10時40分（CST）頃済南付近の上空でハイジャックされた。犯人の中国人男性（当時35歳）は妻子を連れて搭乗していた。男は紙幣に、南朝鮮（韓国）へ連れていかないと爆破すると書いたものを女性乗務員に見せて脅迫し、男の厚着姿に乗務員は爆発物を持っていると思い込んだ（実際は丸腰であった）。
機長はソウルに向けて飛行したが、中国と国交を結んでいなかった韓国政府に強硬に着陸を拒まれ、機長は韓国領空への侵入ををあきらめることになった。

### 日本領空侵入、福岡空港へ
日本侵入に前後し、CA981便は以下の経過をたどった（以降、時刻はJST）。
12月16日
- 13時10分 - 上海航空交通管制部から、運輸省福岡航空交通管制部（福岡ACC）に電話でハイジャックの初報
- 13時25分 - 航空自衛隊がハイジャック信号を確認
- 13時39分 - 福岡ACCから、空自西部航空方面隊司令部にハイジャックの連絡
- 13時40分 - 運輸省から外務省領事移住部法人特別対策室へハイジャックの情報共有
- 13時41分 - 981便が済州島南約100kmから韓国領空へ侵入、大邱港管制塔は金浦空港への着陸を拒否
- 13時51分 - 韓国空軍機が緊急発進、済州島を越え北上中の981便は朝鮮半島南端から福岡へ向けて進路を変更
- 13時53分 - 築城基地（福岡県）からF-1支援戦闘機が緊急発進し、981便の行動を監視
- 14時11分 - 壱岐島西12カイリ上空で日本の領空に侵入
- 14時27分 - 新田原基地（宮崎県）からF-4戦闘機が緊急発進
- 14時52分 - 空自機が監視する中、981便が福岡空港に着陸
- 14時55分 - 警察庁に総合対策本部設置
- 14時59分 - 運輸省により福岡空港閉鎖
- 15時00分 - 首相官邸に対策本部設置（長：森山眞弓官房長官）
  - 同時刻 - 外務省に対策本部設置（長：栗山尚一外務次官）
- 15時02分 - パトカーが981便の100m以内に接近
- 15時03分 - 犯人は乗客を降機させるため、空港事務所にタラップ及びバスを要求
- 15時05分頃 - 981便から男性（犯人）が転落、その後救助される
- 15時15分 - 森山官房長官が官邸に到着
- 15時30分 - 犯人が福岡市内の病院に到着し、名前を名乗る
  - 同時刻 - 福岡県警に、機内で犯人の妻と子供を確保の連絡
- 16時20分 - 犯人の男が、台湾への亡命を希望する
- 17時40分 - 機内から乗客が手荷物を持って降りる
- 18時51分 - 福岡県警の警察官らが機内に立ち入る
- 22時05分 - 福岡県警による実況検分終了
- 22時20分 - 政府対策本部は、犯人を含む乗客全員・機体の中国への引き渡しを決定

12月17日
- 00時00分 - 中国機が飛行計画を提出
- 00時59分 - 乗客が搭乗

981便は14時33分（JST）に福岡空港管制に対し、「残っている燃料は40分飛行できる量しかない」と緊急着陸を要請し、福岡空港管制は14時35分（JST）に、981便に対して着陸を許可した。そして14時52分（JST）に福岡空港へ着陸した。
福岡空港にて客室乗務員が犯人に「韓国に到着した」とウソをつき、隙を見て機体後部の非常口から犯人を滑走路上に突き落とし、犯人は福岡県警察福岡空港警察署に逮捕された。この際、犯人は骨折などの重傷を負い福岡市内の病院へ搬送された。ハイジャック機の乗客は犯人の妻子を除いて18時（JST）までにハイジャック機から当時の国際線ターミナル（現在の国内線第3ターミナル）へ移動した。
ハイジャック機はその後犯人以外の乗客を乗せ、翌12月17日未明に福岡空港を離陸、北京首都国際空港に帰還した。その後犯人は容体が回復後の1990年1月に、福岡空港から羽田行きの日本航空機で東京へ移送された。

## 犯人の引渡しと人権問題
日本政府は、事件発生当日中に、日中両国が批准するハイジャック防止条約の規定に基づき、必要な捜査が終了後、裁判権を放棄して乗員・犯人を含む乗客・機体を中国に引き渡すことを決定した。特に犯人引き渡しについて、石原信雄官房副長官は、同年6月に発生した天安門事件によるに日中関係の悪化を背景に「日中関係を優先させた」「（引用註：犯人の）亡命の意思は確認していない」と説明した。ただし、事件翌日の朝日新聞では、すでに犯人の男が亡命の意思を表明していることを報じている。
日本の捜査当局に対し、犯人の男（当時35歳）は「6月に発生した天安門事件でデモに参加したため2か月間身柄を拘束された」「台湾に行きたかった」と供述し、政治亡命が目的のハイジャック事件であったと主張した。また何度も「中国に帰りたくない」と訴え、犯行が計画だったとも述べたとされる。一方、中国公安当局は、汚職事件による裁判における仮釈放中の刑事犯罪者であるとし、政治犯には当たらないと主張した。
また機体とともに中国に帰国した、男の妻（35歳）は中国当局により共犯として取り調べを受けるものと推定された。福岡県警は、妻が事情聴取で「上海旅行に行くつもりだった。私は事件とは無関係だ」と供述し、乗員の証言からも共犯とは認められないとして、容疑者扱いをしていなかった。駐日中国大使館の唐家璇公使は、日本側の対応に対する謝意を、日本の外務省に伝達した。
治療のため飯塚市内の病院に入院中である容疑者の男をめぐり、神奈川大学非常勤講師（当時）の阿部浩己らが人権救済を申し立て、福岡県弁護士会は「中国民航機問題小委員会」を設置した。福岡入国管理局は、容疑者の男は出入国管理及び難民認定法上の「入国前の状態」と解釈され、上陸禁止措置を取ったため、容疑者の身柄に関する責任は、送還されるまで中国民航にあるという立場を取っていた。
12月31日、東京高等検察庁は、逃亡犯罪人引渡法に基づき、容疑者の男を福岡刑務所（宇美町）に移送し、仮拘禁した。
1月9日、福岡県弁護士会は、容疑者の男が政治亡命を主張していることから、政治犯として難民の地位に関する条約や逃亡犯罪人引渡法によって保護される可能性があることを、中間報告で明らかにした。
- 中間報告によれば、男は紡績機械工場の工場長で、20代の頃に参加したデモ活動で逮捕歴があった[1]。1989年（平成元年）6月の天安門事件時には「工人糾察隊」350人のリーダーとして軍用車や戦車に放火した[1]。この時は逮捕を免れたが、10月になって身に覚えのない横領事件によって逮捕され、天安門事件時の行動について取り調べを受けたという[1]。

しかし、1月11日、森山官房長官は男の主張について疑問を呈し、政府方針に変更が無いことを記者会見で述べた。1月12日、日本弁護士連合会人権擁護委員会は人権救済の申し立てを正式に受理したと発表した。
2月14日、仮拘禁中の男は、難民認定を申請（拘置所に出向いた係官に手交）した。
2月23日、東京高検は逃亡犯罪人引渡法に基づき、中国への身柄引き渡しについて審査請求を行い、東京高等裁判所第5特別部（船田三雄裁判長）が審査を担当した。
2月27日、後藤正夫法相は容疑者の男の難民申請が不認定となったことを明らかにした。
4月20日、東京高裁第5特別部は、「中国での公金横領などの処罰を免れることを目的に国外脱出を図ったもので、ハイジャックという重大犯罪の均衡からみて、政治犯との保護は受けられない」と決定した。また天安門事件への参加についても「民主化運動の重要な地位についていたとは見られ」ないとした。これを受けて、法務省は、大臣による身柄引き渡しの命令の手続きを開始した。
この決定は日本国内で波紋を呼び、朝日新聞は4月22日付社説の中で、日本政府が早々に引き渡し方針を決定したことによる手続きの公正性や、中国の人権尊重姿勢へ、それぞれ疑念を呈した。男の弁護団や支援者らも、非難を表明した。24日には、アムネスティ・インターナショナル日本支部の呼びかけで200人が参加する集会が行われ、駐日中国大使館まで行進を行った。
容疑者の男側は引き渡し命令の執行停止を求めて特別抗告を行ったが、4月25日の地裁、4月27日の高裁での棄却を経て、5月1日に最高裁判所判決で棄却が確定した。抗議はエスカレートし、抗告棄却に携わった東京高裁裁判官の自宅物置が放火される事件も発生した。
なお中国側も対応を巡る協議の中で、反革命罪による死刑にはならないことを、日本政府に対し非公式に約束していた。

## その後の経過
1990年（平成2年）4月28日夕方、送還された容疑者の男は、北京に到着するや否や、身柄を拘束された。
6月19日、男が入院していた福岡県内の病院2か所における治療費約130万円について、旧中国民航（中国国際航空、中国東方航空）が全額を支払った。
中華人民共和国側は国際的世論を考慮したためか公開裁判で審理を行い、犯人に対し北京市中級人民法院は7月18日に懲役8年、政治権利剥奪2年を言い渡した。裁判では政治的な動機には触れず、ハイジャックに相当する中国刑法の類似規定を適用した刑事事件として取り扱われた。日本の大使館員や日本人記者の傍聴が認められたことについて、坂本三十次官房長官は民主主義な手続きとして歓迎すると表明した。上訴がなかったため、一審判決がそのまま確定した。
日本側では、航空機の強取等の処罰に関する法律違反の容疑で書類送致されていたが、同年12月10日、福岡地方検察庁は被疑者不在で不起訴（起訴猶予処分）にしたと発表した。
また、中国への送還前に提訴された、身柄引き渡し命令の取り消し請求訴訟は、500万円の国家賠償請求に変更されていたが、1993年（平成5年）4月に受刑中の男の名で、訴訟依頼を否定する文書が東京地裁に到達するも、弁護団側は本人の意思が確認できないと主張して審理が中断された。1997年（平成9年）3月18日になって、東京地裁は、男本人からの訴訟取り下げを確認する文書を弁護団に送付した。1997年時点で、男は釈放されて故郷に帰ったという情報がある一方、弁護団は男や家族と接触できていなかった。中国外交部から在中国日本大使館に提出された、男が直筆したとされる「口上書」の不審点から、弁護団は男の真意に疑義を示した。
その後、弁護団は1998年（平成10年）5月になって男と北京で面会し、男が服役後1995年（平成7年）7月に仮出所していたことが明らかになった。同年9月30日、弁護団は国家賠償請求を正式に取り下げた。